# Aiguines
 Aiguines  (en provenzalo Aiguino) es una población y comuna francesa, en la región de Provenza-Alpes-Costa Azul, departamento de Var, en el distrito de Brignoles y cantón de Aups.

## Demografía
| 913 | 934 | 992 | 993 | 1 033 | 1 079 | 951 | 934 | 933 | 896 | 835 | 830 | 771 | 766 | 721 | 643 | 607 | 607 | 570 | 581 | 390 | 313 | 279 | 280 | 205 | 206 | 174 | 165 | 132 | 161 | 207 | 219 | 255 |
| Para los censos de 1962 a 1999 la población legal corresponde a la población sin duplicidades (Fuente: INSEE [Consultar]) |     |     |     |       |       |     |     |     |     |     |     |     |     |     |     |     |     |     |     |     |     |     |     |     |     |     |     |     |     |     |     |     |